# (13473) Hokema
(13473) Hokema est un astéroïde de la ceinture principale.

## Description
(13473) Hokema est un astéroïde de la ceinture principale découvert le 7 avril 1953 par l'astronome allemand Karl Wilhelm Reinmuth. Le lieu de découverte est Heidelberg (024).

## Nom
Il est nommé en l'honneur de Peter Hokema, violoniste et luthier allemand.